# Klonowa (polityka)

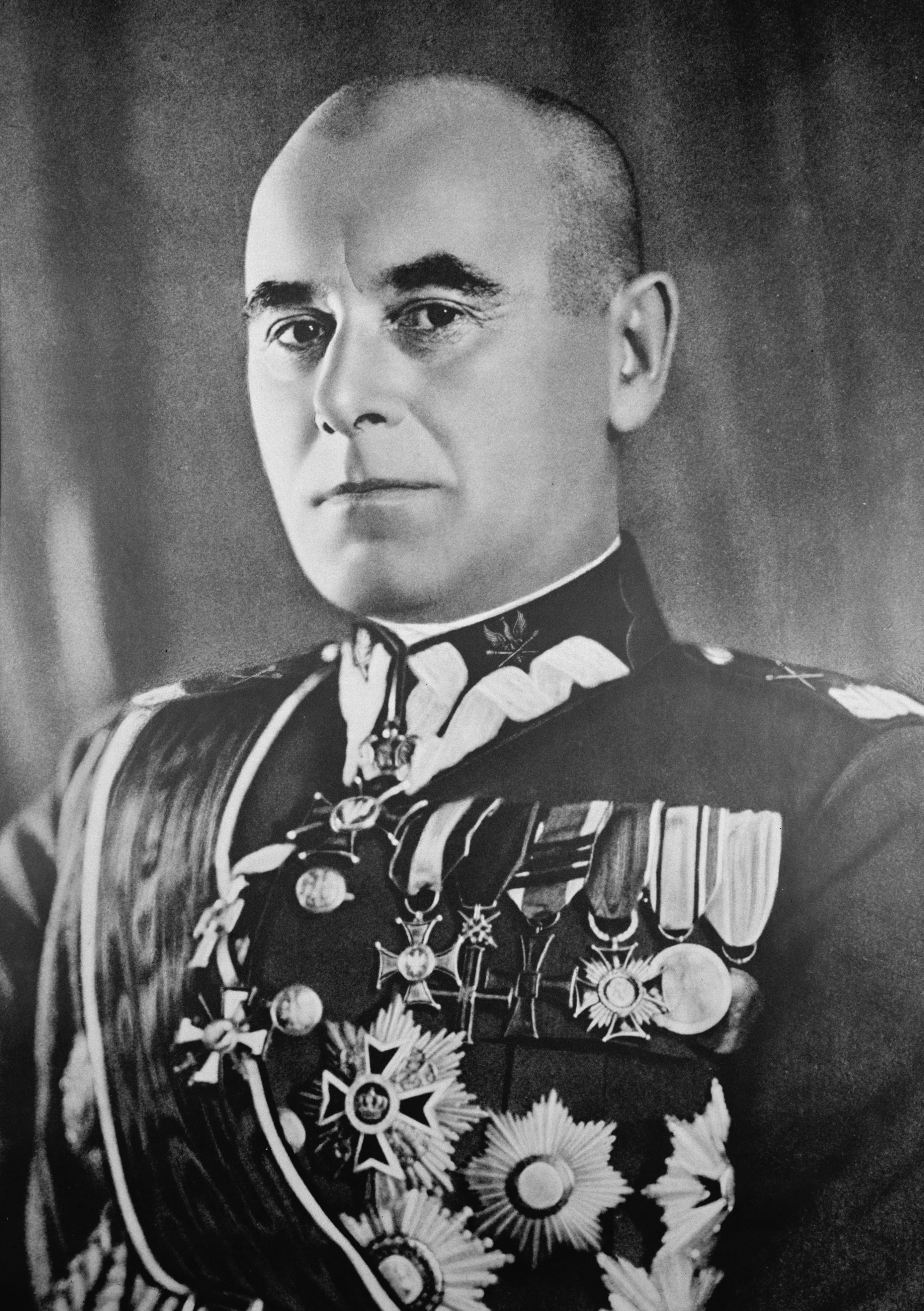
Edward Śmigły-Rydz

Klonowa, także „Klonowa” (w cudzysłowie), „ulica Klonowa” lub „GISZ” – określenie jednego z ośrodków władzy państwowej w II RP, zgrupowanego wokół Edwarda Rydza-Śmigłego. Określenie pochodzi od ulicy Klonowej w Warszawie, przy której mieściła się siedziba Generalnego Inspektora Sił Zbrojnych (konkretnie ul. Belwederska 53, róg ul. Klonowej) oraz prywatna willa Rydza-Śmigłego.
Po śmierci marszałka Józefa Piłsudskiego w 1935 wykształcił się układ ośrodków władzy, zgrupowanych wokół czterech osób: Edwarda Rydza-Śmigłego (tzw. „Klonowa” lub „GISZ”), prezydenta Ignacego Mościckiego (tzw. „Zamek”), Józefa Becka (tzw. „Wierzbowa”) i Walerego Sławka.
Jako rozwinięcie społeczno-polityczne tej grupy utworzono Obóz Zjednoczenia Narodowego.